# الطلوح أولاد منصور (الجعافرة)
الطلوح أولاد منصور هو دُوَّار يقع بجماعة الطلوح، إقليم الرحامنة، جهة مراكش آسفي في المملكة المغربية. ينتمي الدوّار لمشيخة الجعافرة التي تضم 5 دواوير. يقدر عدد سكانه بـ 1720 نسمة حسب الإحصاء الرسمي للسكان والسكنى لسنة 2004.

## روابط خارجية
- البوابة الوطنية للجماعات الترابية
- المندوبية السامية للتخطيط